# Trichterlands
Het Trichterlands  (Limburgs: Treechterlands) is een subgroep van het Centraal-Limburgs volgens de indeling van het Woordenboek van de Limburgse Dialecten (WLD). Bij het Trichterlands horen de dialecten van Maastricht (zoals het Maastrichts) en van een aantal plaatsen in de directe omgeving, zoals o.a. Bunde, Borgharen, Itteren, Kanne, Wezet en Lanaken. Taalwetenschappelijk spreekt men soms van Centraal-Limburgse dialecten die veel weg hebben van het Oost-Limburgs.